# Elthusa ochotensis
Elthusa ochotensis är en kräftdjursart som först beskrevs av Oleg Grigor'evich Kussakin 1979.  Elthusa ochotensis ingår i släktet Elthusa och familjen Cymothoidae. Inga underarter finns listade i Catalogue of Life.